# Orden de Carol I
La Orden de Carol I (en rumano: Ordinul Carol I) era el mayor de los honores rumanos del Reino de Rumanía hasta la abolición de la monarquía en 1947. Fue instituida el 10 de mayo de 1909 por el rey Carlos I de Rumania para celebrar el jubileo de rubíes por los 40 años de su reinado.
Durante su tiempo como orden nacional, fue ampliamente utilizada para condecorar miembros de la familia real rumana, Primeros Ministros rumanos, políticos rumanos, monarcas extranjeros y jefes de Estado, consortes y herederos, y otras personas merecedoras de recibir la orden del Rey de los rumanos.
Actualmente es una orden dinástica de la antigua familia real rumana. Es la más alta condecoración entre las condecoraciones de la Casa Real Rumana y es administrada por su jefe. Actualmente no hay caballeros ni damas extranjeros de la orden, excepto por los miembros de la familia real rumana.

## Clases
La orden tiene solo las clases superiores, cada una de ellas limitada en números:
- Collar (limitado a 10)
- Gran Cruz (limitado a 20)
- Gran Oficial (limitado a 30)
- Comandante (limitado a 40)

## Insignia

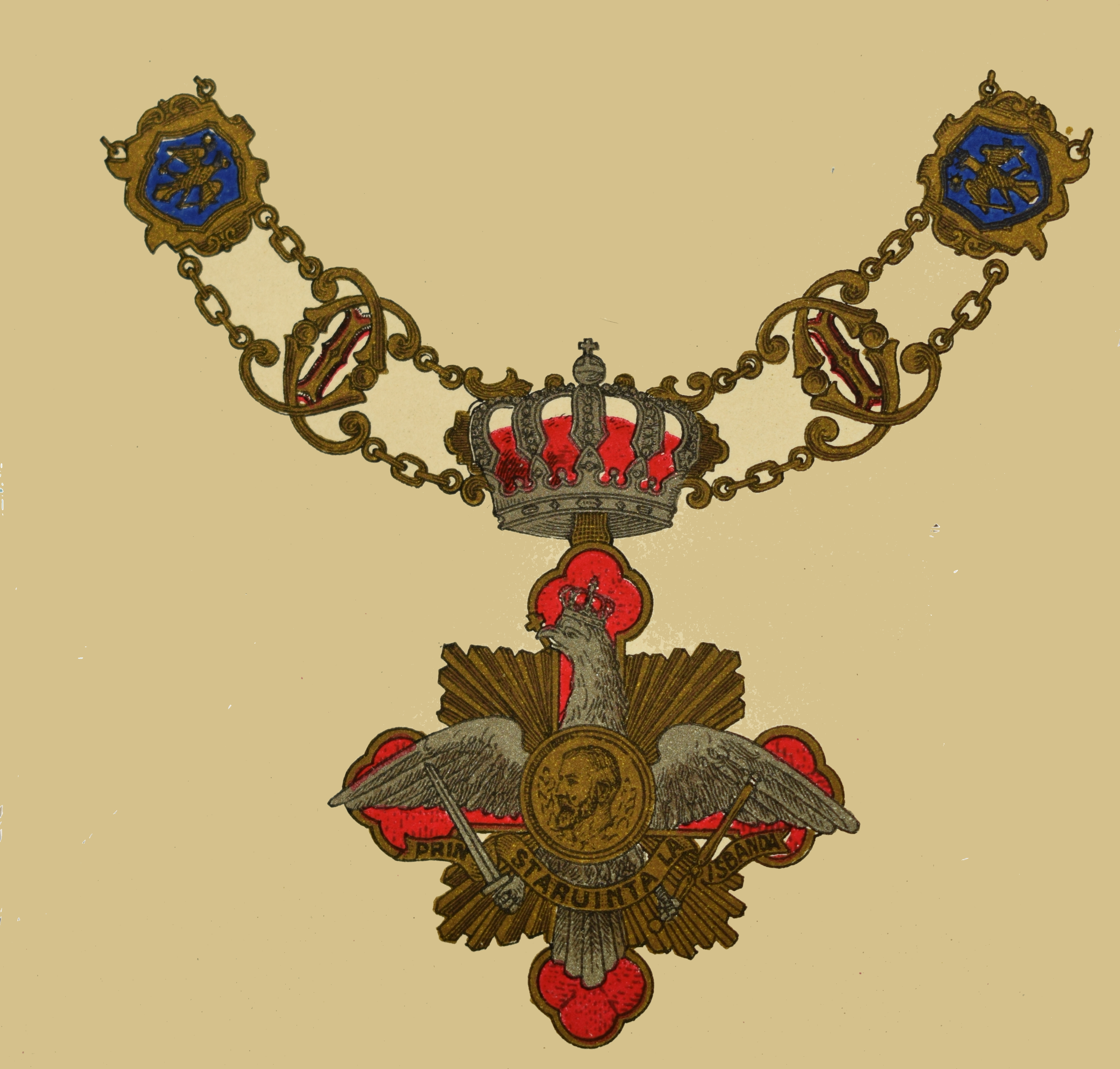
Collar de la orden.

### Collar
El Collar es en oro y consiste de 8 enlaces de los emblemas de los Principados danubianos del: Principado de Valaquia, Principado de Moldavia, Principado de Oltenia y Principado de Dobruja, 4 emblemas en cada lado del collar conn 2 de los emblemas de la Casa de Hohenzollern entre cada dos Principados; entre cada emblema se halla el monograma del rey Carlos I. En la parte posterior del collar está el cierre que es una águila con las alas abiertas. En la parte frontal del collar se halla la Corona de Acero de Rumania, de donde suspende la placa de la orden.

### Placa
- La Placa es el Águila de Rumania sobre un cuadrado de rayos solares sobre una cruz maltesa. El Águila lleva la Corona de Rumania, sostiene la cruz ortodoxa en su pico, sostiene la Espada del rey Carol I con su garra izquierda, sostiene el manto real con su garra derecha y sostiene la cinta con la inscripción "PRIN STATORNICIE LA IZBÂNDĂ" mientras en su pecho se halla una pequeña efigie dorada del rey Carlos I.[6] En el anverso se halla una cruz maltesa en rojo sobre los rayos solares dorados, y en el medio de la cruz maltesa se halla un pequeño monograma dorado del rey Carol I.[7]

### Estrellas
Existen dos tipos de estrellas de la orden: la 1.ª que es para la Gran Cruz con Collar/Gran Cruz y la 2.ª que es para el Gran Oficial; ambas son para ser llevadas sobre el estómago izquierdo.
- La 1.ª Estrella es en oro con 8 puntas, sobre rayos de sol dorados; el águila sobre la placa se halla encima de la estrella y es de plata.[8]
- La 2.ª Estrella también es de oro, sobre rayos de sol, es en forma de rombo; el águila sobre la palaca se halla encima de la estrella y es de oro.[9]

### Fajín
El Fajín es azul cielo con márgenes de oro con una estrecha banda roja; se usó desde el hombro derecho.

## Galardonados

### Gran Cruz con Collar
Familia real rumana
- Reino de Rumania: Rey Carlos I de Rumania[11][12]
- Reino de Rumania: Reina Isabel de Romania[13]
- Reino de Rumania: Rey Fernando I de Rumania[14][15]
- Reino de Rumania: Reina María de Rumania[16][17]
- Casa de Hohenzollern: Príncipe Carlos de Hohenzollern-Sigmaringen[18][19] - revocado
- Casa de Hohenzollern: Príncipe Nicolás de Hohenzollern-Sigmaringen[20][21] - revocado
- Casa de Rumania: Rey Miguel I de Rumania[22][23]
- Casa de Rumania: Reina Ana de Rumania[22][24]
- Casa de Rumania: Margarita de Rumania[22][25][26]

Rumania
- Reino de Rumania: Gheorghe Manu, 17.º primer ministro de Rumania[27]
- Reino de Rumania: Gheorghe Grigore Cantacuzino 20.º & 23.º primer ministro de Rumania[28]
- Reino de Rumania: Patriarca Miron de Rumania 38.º primer mInistro de Rumanía y 7.º Patriarca[29]

Extranjeros
- Familia Real Albanesa: Anterior rey Zog I de Albania[30]
- Reino de Bulgaria: Rey Boris III de Bulgaria[31][32]
- Checoslovaquia: Edvard Beneš, 2.º presidente de Checoslovaquia
- Reino de Egipto: Rey Fuad I de Egipto[33]
- Familia Real Egipcia: Anterior Rey Faruk de Egipto[34]
- Francia: Albert François Lebrun, 15.º presidente de Francia[35]
- Familia Imperial alemana: Anterior emperador Guillermo II de Alemania[36]
- Reino de Grecia: Rey Constantino I de Grecia[37]
- Reino de Grecia: Rey Jorge II de Grecia[38]
- Reino de Grecia: Rey Pablo I de Grecia[39]
- Familia Imperial otomana: Anterior emperador Abdul Hamid II, 33.º Califa otomano[40]
- Reino Unido: Rey Jorge V del Reino Unido[41]
- Reino Unido: Colin Robert Ballard, Brigadier del Ejército británico[42]
- Países Bajos: Reina Guillermina de los Países Bajos[43][44]
- Noruega: Rey Haakon VII de Noruega[45]
- Familia Imperial rusa: Anterior emperador Nicolás II de Rusia[46]
- Reino de Yugoslavia: Rey Alejandro I de Yugoslavia[47][48]

### Gran Cruz
Familia Real Rumana
- Reino de Rumania: Reina Isabel
- Casa de Rumania: Príncipe Radu[22][49]

Rumania
- Reino de Rumania: Theodor Rosetti, 16.º primer ministro de Rumania[50]
- Reino de Rumania: Alexandru Averescu, 24.º, 27.º y 31.er primer ministro de Rumania[51][52]
- Reino de Rumania: Alexandru Vaida-Voevod 28.º, 35.º y 37.º primer ministro de Ruamania[53]
- Reino de Rumania: Nicolae Iorga, 34.º primer ministro de Rumania[54]
- Reino de Rumania: Gheorghe Tătărescu, 36.º y 42.º primer ministro de Rumania[55]
- Reino de Rumania: Constantin Prezan, 28.º y 25.º jefe del Estado Mayor Rumano[56]

Extranjeros
- Bélgica: Rey Alberto I de Bélgica[57][58]
- Bélgica: Reina Isabel[58]
- Bélgica: Anterior Rey Leopoldo III de Bélgica[58]
- Sultanato de Egipto: Rey Abbas II de Egipto[59]
- Alemania
  -  Familia Imperial alemana: emperatriz Augusta Victoria
    -  Familia Gran Ducal de Mecklenburgo-Strelitz: Gran Duque Heredero Jorge Alejandro de Mecklenburgo[60]
- Reino de Grecia: Reina Sofía
- Familia Real Griega: Reina Federica[39]
- Familia Real Italiana: Anterior Rey Humberto II de Italia[61]
- Polonia: Józef Piłsudski, Jefe del Estado de Polonia[62][63]
- Familia Imperial Rusa: emperatriz Alejandra Feodorovna
- Reino Unido: Anterior Rey Eduardo VIII del Reino Unido[64]
- Reino Unido: Rey Jorge V del Reino Unido[48]
- Reino de Yugoslavia: Príncipe Arsenio de Yugoslavia[65]

### Gran Oficial
Familia Real Rumana
- Familia Real Rumana: Princesa Isabel de Rumania[66]
- Familia Real Rumana: Reina María, Reina Madre de Yugoslavia[67]
- Familia Real Rumana: Reina Elena, Reina Madre de Rumania
- Familia Real Rumana: Princesa Ileana de Rumania[68]
- Casa de Rumania: Princesa Elena de Rumania[22][69]

Rumania
- Reino de Rumania: Constantin C. Arion, 50.º ministro de Asuntos Exteriores de Rumania
- Rumania: General Nicolae Samsonovici, 20.º jefe de Estado Mayor Rumano[70]